# 프랑스론

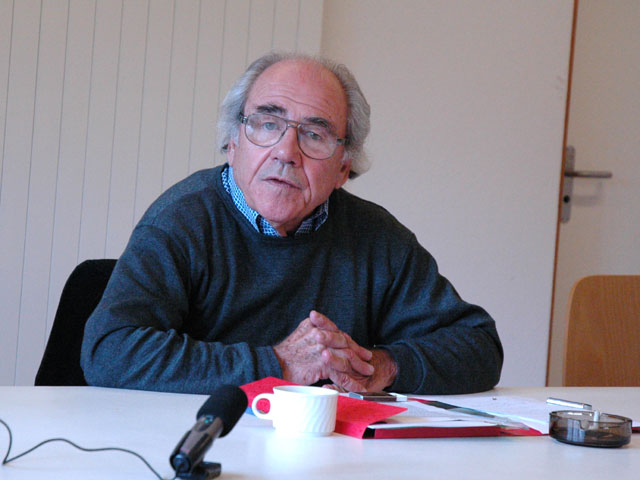
2004년의 장 보드리야르.

프랑스론(영어: French Theory, 프랑스어: Théorie française)은 철학, 문학, 사회 이론의 포스트모던적 집대성으로, 탈구축(déconstruction)이라는 개념이 그 중심에 서있다.
1960년대를 기점으로 프랑스의 여러 대학에서, 1970년대부터는 미국에서도 등장한 프랑스론은 특히 미국의 문과(인문학) 대학에서 큰 관심을 끌었으며, 1980년대부터는 문화연구, 성(性)연구, 탈식민연구의 등장에 기여하였다. 또한 프랑스론은 예술과 과격주의(militantisme)에 큰 영향을 끼치기도 하였다.
이 운동과 관련된 프랑스의 주요 학자로는 다음과 같은 작가들이 있다. 루이 알튀세르, 장 보드리야르, 시몬 드 보부아르, 엘렌 식수, 질 들뢰즈, 자크 데리다, 미셸 푸코, 펠릭스 가타리, 뤼스 이리가레, 쥘리아 크리스테바, 자크 라캉, 클로드 레비스트로스, 장 프랑수아 리오타르, 자크 랑시에르, 모니크 위티그. 미국의 학자들로는 다음을 들 수 있다. 주디스 버틀러, 가야트리 차크라보티 스피바크, 스탠리 피쉬, 에드워드 사이드, 리처드 로티, 프레드릭 제임슨, 애비털 로넬, 도나 해러웨이.
프랑스 본국에서는 오독된 이 프랑스 학자들의 작업은 "프랑스론"이라는 지적 운동으로서 미국에서 반향을 일으켰다. 소칼 사건의 뒤를 이어 1997년 10월, 앨런 소칼과 장 브리몽의 <지적 사기>가 출간되었다. <지적 사기>는 프랑스의 여러 대중 매체들이 프랑스론을 주목하게 했는데, 이 저서에서 소칼은 이들에 대한 비판과 논쟁을 다뤘다.

## 프랑스 학자들을 한데 묶은 영어 명칭
프랑수아 퀴세에 따르면, 미국에서 "프랑스론"이라는 용어로 불리게 된 언급된 프랑스 학자들을 하나로 묶는다는 것은 프랑스에서 볼 때 매우 인공적으로 보인다. 이들을 하나의 철학 학파로 묶는다는 것은 이들 각각의 고유성과 저서의 심한 이론적 차이를 없앨 가능성이 있다. 퀴세에 따르면 이 학자들의 유일한 공통점이라고는 다음의 비판 방식이다.
- 주관, 표상, 역사적 연속성 비판
- 프로이트, 니체, 하이데거 재독
- "비판" 자체를 비판, 이는 곧 독일 철학적 전통이다.

"프랑스론"은 미국에서 다음과 같은 여러 요인들이 합쳐져서 생긴 결과로서 탄생했다고 일컬어진다.
- 이론들을 쉽고 가깝게 접할 수 있던 미국 대학들에서의 지적 또는 정치적 조류의 선재
- "미국화", 본래 프랑스 개념의 재구성과 탈개념화
- 특수한 출간 방식을 통한 사상의 전파 (작품 전체가 번역되었다기보다는 대학 학술지 등에서 단락들로 번역되었음)
- 프랑스 학자들 사이의 상호적인 대담 (이는 곧 이들을 하나의 조류로 보았음)
- 번역의 어려움
- 대학에서의 작업에 있어 부합하지 않는 인용

## 참고 문헌
- Johannes Angermuller, Why There Is No Poststructuralism in France. The Making of an Intellectual Generation, 런던, 블룸즈버리, 2015.
- Johannes Angermuller, Le champ de la théorie. Essor et déclin du structuralisme en France, 파리, 헤르만, 2013.
- 프랑수아 퀴세, French Theory : Foucault, Derrida, Deleuze, & Cie et les mutations de la vie intellectuelle aux États-Unis, 라 데쿠베르트 출판사, 파리, 2003.
- Mike Gane, French Social Theory, éd. Sage (Baudrillard Studies), 런던, 2003.
- Sylvère Lotringer et Sande Cohen (dir.), French Theory in America, 뉴욕, 라우틀리지, 2001.
- Francesca Manzari et Stéphane Lojkine, cours d'initiation à la French Theory, Aix-Marseille Université, Faculté ALLSH, HBM6U03D, HBMU12, programme 2020 : 발표, 온라인 보관됨 2021-01-23 - 웨이백 머신 프로그램.
- Glyn Williams, French Discourse Analysis: The Method of Post Structuralism, 런던, 라우틀리지, 1999.

## 같이 보기
- 소칼 사건
- 인문주의 비판
- 탈구축(déconstruction)
- 프랑스 철학사
- 포스트모더니즘 철학
- 탈구조주의
- 정치심리학
- 리좀